# Juan de Tovar
Pour les articles homonymes, voir Tovar.
Juan de Tovar, né vers 1547 à Texcoco, en Nouvelle-Espagne (Mexique), et décédé le 1er décembre 1626 à Mexico, était un prêtre jésuite indigène (mexicain) et linguiste. Auteur spirituel, il est également connu pour son travail de chroniqueur.

## Biographie
Juan de Tovar est déjà prêtre depuis deux ans (ordonné en 1570) - prébendier à la cathédrale de Mexico - et est secrétaire du conseil municipal lorsque les jésuites arrivent en Nouvelle-Espagne (1572).
Il est le premier métis à entrer dans la Compagnie de Jésus (3 juillet 1573). Son noviciat à peine terminé (1575) il vient en aide à la population indigène alors frappée par une épidémie de cocoliztli, une fièvre pestilentielle souvent mortelle. C’est le début d’une vie apostolique qui sera entièrement consacrée aux populations indigènes de la région de Tepotzotlán, soutenu en cela par les instructions des supérieurs généraux invitant à intensifier l’apostolat parmi les populations indigènes.
Il maîtrise la langue Nahuatl et peut s’exprimer en Otomi et en Mazahua. Il est l’auteur de plusieurs œuvres écrites en langues locales. À la demande de l'archevêque Pedro Moya de Contreras il traduit en nahuatl le catéchisme catholique : c’est le premier livre jésuite publié au Mexique. 
Sa Relación del origen de los indios que habitan esta Nueva España (redécouvert au XIXe siècle et connu comme le "Codex Tovar") fut utilisée par José de Acosta pour rédiger le livre IV de son œuvre magistrale Historia natural y moral de las Indias. Selon une hypothèse de Robert Barlow largement reprise par les mésoaméricanistes, cette chronique de Tovar aurait elle-même été l'adaptation d'une chronique indigène antérieure, inconnue, que Barlow a dénommé la Chronique X.
Toute sa vie Tovar fit preuve d’un éminent intérêt et pour les cultures et langues indigènes, qu’il allia à un grand dévouement pastoral pour son peuple.

## Œuvres
- Relación de la benida de los yndios, (ed. par M. Orozco y Berra), in Relación del origen..., México, 1944.
- Dialogos y Catecismo de la lengua española, traducidos al mexicano, Mexico, 1573.